# Se solo mi guardassi
Se solo mi guardassi è un singolo di Fiorella Mannoia estratto dall'album Sud. Il brano è stato pubblicato il 16 marzo 2012 per la Oyà/Sony Music.

## Il brano
Se solo mi guardassi è un brano delicato, suggestivo ed emozionante; si tratta del primo brano in cui Fiorella Mannoia ha scritto il testo, mentre le musiche sono di Ivano Fossati e Paolo Buonvino.
Inerentemente al brano la cantante ha dichiarato:
Il brano è stato inserito in una compilation:
- Radio Italia Hit Estate

## Tracce
Download digitale
1. Se solo mi guardassi – 5:07 (testo: Fiorella Mannoia – musica: Ivano Fossati e Paolo Buonvino)